# Миссис Уильям Моррис
«Миссис Уильям Моррис» (также «Синее шёлковое платье») — картина английского художника-прерафаэлита Данте Габриэля Россетти, созданная в 1868 году. На данный момент картина находится в особняке Келмскотт, где проживал Уильям Моррис с семьёй.
Натурщицей для картины стала супруга Уильяма Морриса и возлюбленная Данте Габриэля Россетти Джейн Моррис. В верхней части картины расположена надпись на латыни «Conjuge clara poeta et praeclarissima vultu, Denique pictura clara sit illa mea». (Известна благодаря своему мужу — поэту, наиболее известна благодаря своему лицу, пусть эта моя картина добавит ей известности). Джейн одета в синее платье и сидит за столом возле вазы с цветами. Из писем художника известно, что Джейн Моррис сама сшила платье и участвовала в выборе позы для картины. По композиции и цветовой гамме портрет схож с другим произведением Россетти — картиной «Мариана». Дело в том, что заказчик картины Уильям Грэм увидел «Миссис Уильям Моррис» и решил заказать для себя у Россетти её копию, но художник отказался и в качестве компромисса создал для него «Мариану». Как и для многих других работ Россетти написал для картины сопровождающий её сонет под названием «Портрет». Критики-искусствоведы того времени расценивали «Миссис Уильям Моррис» как одну из его самых прекрасных картин, ставшей прелюдией к длинной серии благородных полотен, благодаря которым Россетти получил наибольшую известность.
Картина принадлежала Джейн Моррис, а затем её дочери Мэй. Некоторое время работа хранилась в коллекции Оксфорда, но затем вновь вернулась в Келмскотт.